# Guillaume de Stolberg-Wernigerode (général)
Ne doit pas être confondu avec Guillaume de Stolberg-Wernigerode (diplomate).
Guillaume comte de Stolberg-Wernigerode (né le 13 mai 1807 à Wernigerode et mort le 6 mars 1898 à Jannowitz) est un général de cavalerie prussien, seigneur de Jannowitz en Silésie et député de la chambre des seigneurs de Prusse.

## Biographie

### Origine
Guillaume est le fils aîné du comte Constantin de Stolberg-Wernigerode (bg) (1779-1817) et d'Ernestine von der Recke et est issu de la maison comtale de Stolberg-Wernigerode. Ses parrains sont l'écrivain et bibliothécaire Johann Lorenz Benzler (de) (1747-1817) et l'aumônier et surintendant de la cour Johann Friedrich Schmid (de) (1729-1811). Après la mort de son père lors d'un séjour thermal à Carlsbad, en royaume de Bohême, Wilhelm reprend les domaines de son père en Silésie sous tutelle à l'âge de dix ans.

### Carrière militaire
Stolberg s'engage le 3 août 1825 dans le 1er régiment de dragons de la Garde de l'armée prussienne, devient sous-lieutenant le 17 avril 1827 et aide de camp du prince Guillaume de Prusse. Le 24 décembre 1837, il prend congé comme premier lieutenant pour se consacrer à la gestion de ses domaines de Jannowitz et Kupferberg dans l'arrondissement d'Hirschberg-des-Monts-des-Géants.
Le 7 juillet 1849, il rejoint l'armée prussienne comme capitaine de cavalerie dans le régiment des Gardes du Corps. Le 22 juin 1852, il devient major et sert comme adjudant dans la division de cavalerie de la Garde. En octobre 1856, il devient officier d'état-major du régiment de cuirassiers de la Garde et devient lieutenant-colonel. De 1856 à 1859, il commande le 4e régiment de hussards (de) à Œls. Le 18 mai 1859, il est promu colonel et prend la tête de la 12e brigade de cavalerie à Neisse. Le 23 juillet 1861, il est mis à disposition avec le caractère de major général sur sa propre demande pour se consacrer à nouveau à ses domaines.

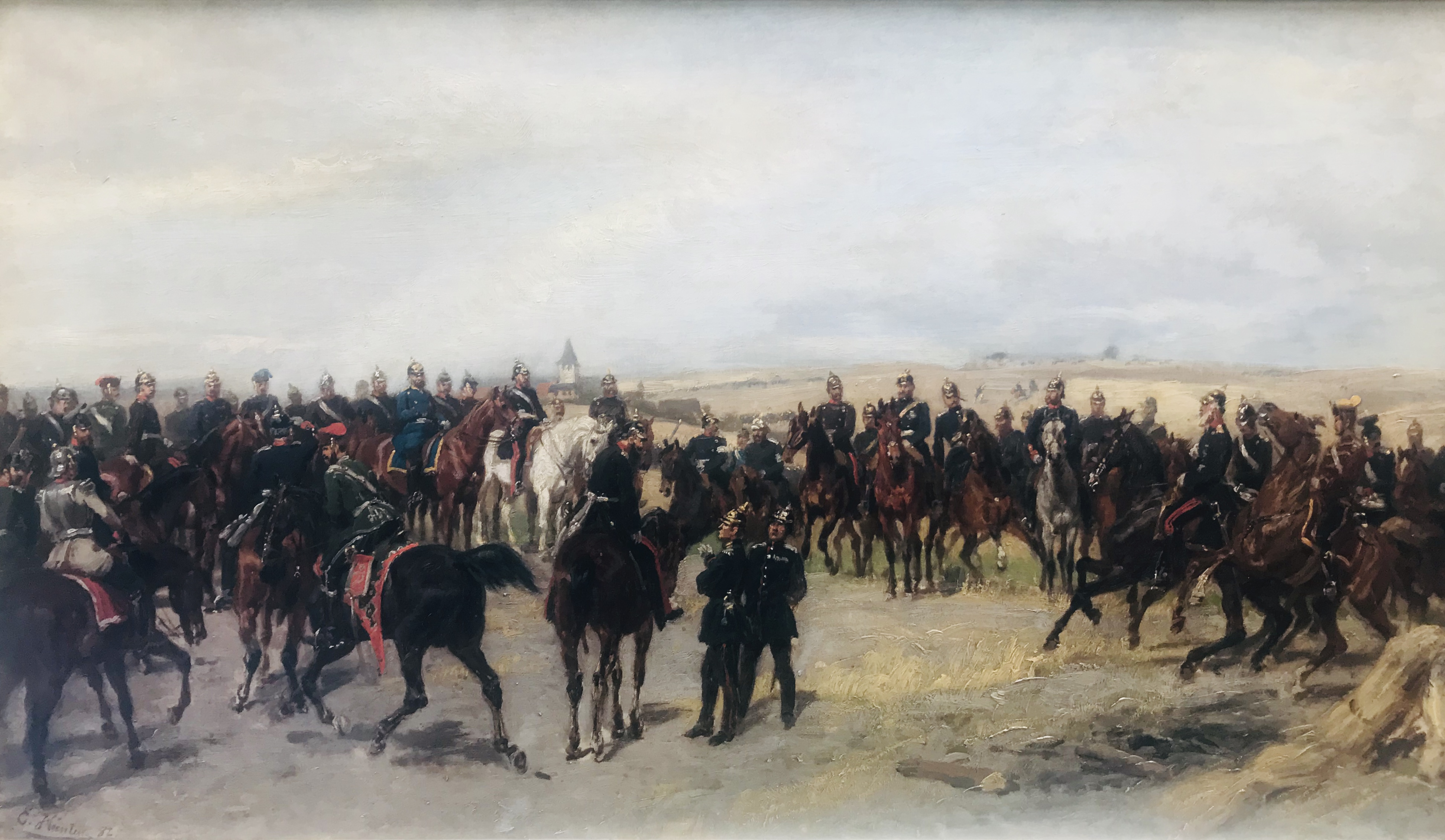
Rapport au général der Kavallerie Guillaume de Stolberg-Wernigerode en tant que général commandant sortant (sur le cheval blanc) par le général de division Friedrich Wilhelm von Rauch ; Peinture à l'huile d'Emil Hünten, 1882

Après le déclenchement de la guerre contre l'Autriche, en mai 1866, il s'engage à nouveau dans l'armée à partir de mai 1866 en tant que commandant de la 6e brigade de cavalerie de la Landwehr et couvre la frontière avec la Galice, mais sa cavalerie est forcée de battre en retraite par la résistance ennemie à Auschwitz. Après la paix, Stolberg est promu lieutenant général et nommé le 18 mai 1867 commandant de la 12e division d'infanterie à Neisse. Au déclenchement de la guerre contre la France en juillet 1870, il devient commandant du 2e division de cavalerie, qui porte généralement son nom. Sa division est affectée à la 3e armée sous les ordres du prince héritier Frédéric-Guillaume de Prusse et n'a été entièrement rassemblée que le 7 août à Mayence. Elle couvre le flanc gauche de la 3e armée à Sedan et dans sa progression vers Paris. Après la bataille de Coulmiers, la division passe au département de l'armée nouvellement formé du grand-duc de Mecklembourg-Schwerin et combat dans la région d'Orléans en novembre. Après cela, la division Stolberg passe ensuite sous le commandement suprême de la 2e armée du prince Frédéric-Charles de Prusse. Elle couvre la poursuite de l'ennemi vers l'ouest au début de 1871 en direction du Mans.
Après la guerre, Stolberg est nommé général commandant du 7e corps d'armée à Münster le 5 septembre 1871. Dans cette position, Stolberg est promu General der Kavallerie le 22 mars 1873 et nommé chef du 4e régiment de hussards (de) le 2 septembre, avec remise de la Grand-croix de l'Ordre de l'Aigle rouge avec feuilles de chêne et épées. En reconnaissance de ses longues années de service, le roi Guillaume Ier le fait chevalier de l'ordre de l'Aigle noir le 22 mars 1880. Tout en conservant son poste de chef du régiment de dragons, Stolberg est mis à la retraite le 15 avril 1882 et décoré du titre de Grand Commandeur de l'Ordre royal de la Maison de Hohenzollern.
Après ses adieux, il se retire dans ses terres de Jannowitz.

### Famille
Le 11 novembre 1835, il épouse la comtesse Élisabeth de Stolberg-Roßla (1817-1896), fille du comte Auguste de Stolberg-Roßla (de) et de la comtesse Caroline d'Erbach-Schönberg. Sa femme meurt deux ans avant lui à Dresde. Leur long mariage de 61 ans produit 14 enfants :
- Marianne (1836–1910) mariée avec Frédéric de Solms-Laubach (de) (1833–1900)
- Luitgarde (1838-1917) mariée en 1859 avec Henri XV Prince de Reuss (mort en 1869), fils d'Henri LXIII Reuss de Köstritz
- Marie (1840-1919)
- Agnès (1842–1904) mariée avec le prince Hermann de Solms-Hohensolms-Lich (de) (1838–1899)
- Constantin (1843-1905), président de la province prussienne de Hanovre marié avec Antonie comtesse de Stolberg-Wernigerode (1850-1878)
- Charles (1845–1874)
- Auguste (1847–1885)
- Ernest (1849-1907)
- Adolphe (né et mort en 1850)
- Gertrude (1851-1852)
- Madeleine (1853–1863)
- Marguerite (1855-1928)
- Hermann (1856-1923)
- Antoine (1859-1922)